# Fritz Nathan
Pour les articles homonymes, voir Nathan.
Fritz Nathan est un marchand d'art germano-suisse, né le 30 juin 1895 à Munich et mort le 28 février 1972 à Zurich.

## Biographie

### Origines et famille
Fritz Nathan naît le 30 juin 1895 à Munich, en Allemagne.  
Il est issu du deuxième mariage d'Alexander Nathan, négociant, avec Irene Helbing, sœur du commissaire-priseur munichois Hugo Helbing, dont le père était déjà antiquaire. Sa mère devient son tuteur lorsqu'il devient orphelin de père, à l'âge de 13 ans.  
Il se marie à deux reprises : en 1922, avec Wilhelmine Erika Heino (morte en 1953[réf. nécessaire], avec qui il a un fils, Peter Nathan (1925–2001)[réf. nécessaire] ; et en 1955, avec Ilse Gabriele Nast-Kolb (1920-2016)[réf. nécessaire]. 

### Formation
Lorsque la Première Guerre mondiale éclate, Fritz Nathan s’inscrit comme étudiant en médecine et se porte volontaire pour le service médical[réf. nécessaire]. En 1922, il termine ses études de médecine par un doctorat. Il rejoint la galerie d'art de son demi-frère Otto H. Nathan et continue à la diriger seul après la mort de celui-ci en 1930.
En 1924, l'entreprise déménage à la Ludwigstrasse à Munich et prend le nom de Ludwigs Galerie. Fritz Nathan s'intéresse particulièrement aux peintures de la période romantique allemande, et il vend des œuvres de Caspar David Friedrich auprès de collectionneurs et de musées.

### Émigration en Suisse
Après l'arrivée au pouvoir des nazis en 1933, Fritz Nathan subit l'interdiction professionnelle contre les Juifs, et en 1935 il est obligé de céder la Ludwigs Galerie à son employée Käthe Thäter qui n'est pas Juive. En 1936[réf. nécessaire], il émigre à Saint-Gall avec sa femme et ses trois enfants avec d'aide du collectionneur suisse Oskar Reinhart et le maire de Saint-Gall Konrad Nägeli, qui l'aide à obtenir un permis de travail[réf. nécessaire]. En 1937, Nathan devient membre de l'Association suisse du commerce de l'art. Il en est le vice-président de 1953 à 1963, puis membre d'honneur.

## Polémique concernant les ventes pendant l'ère nazie
Pendant l’ère nazie (1933-1945), Fritz Nathan a vendu de nombreuses œuvres d’art ayant appartenu à des Juifs allemands fuyant les nazis,. Ses défenseurs affirment qu'il aidait les réfugiés juifs, dont il faisait partie. Cependant, de nombreuses familles contestent cette interprétation des événements et ont engagé des poursuites pour récupérer des œuvres d'art qui, selon elles, ont été vendues sous la contrainte. Fritz Nathan a été répertorié par l'Unité d'investigation sur le pillage d'art part les Nazis et figure dans a liste de noms Red Flag. Il est fréquemment cité comme un membre important des réseaux de vente d'art pendant et après la guerre,,.
Selon le rapport final de la Commission d'experts indépendante Suisse - Seconde Guerre mondiale ( rapport Bergier ) : « Parmi les marchands d'art émigrés, Fritz Nathan était probablement le fournisseur le plus important des grandes collections privées d'Oskar Reinhart et d'Emil G. Bührle »,. Il a également travaillé avec des marchands suisses comme Walter Feilchenfeldt dans les années 1940,.
Fritz Nathan se fait naturaliser suisse en 1948, obtenant le droit de cité de Saint-Gall (il obtient également celui de Zollikon, dans le canton de Zurich, en 1967). Il s'installe avec sa famille à Zurich en 1951, où il continue à constituer la collection privée d'Emil Georg Bührle. Il reste également actif pour Oskar Reinhart, pour qui il peut négocier plusieurs achats de la succession de la collection d'Otto Gerstenberg, par exemple le tableau Au Café d'Édouard Manet.[réf. nécessaire]
Les activités de Nathan se sont développées à Zurich, il a vendu des œuvres auprès de musées de Suisse, d'Allemagne, d'Angleterre et des États-Unis ainsi que de nombreux collectionneurs privés suisses et étrangers,,. Son fils, Peter Nathan, Dr. phil., entre dans l'entreprise de son père en 1953. Fritz Nathan resta actif en tant que marchand jusqu'à la fin de sa vie. En 2017, son petit-fils Johannes dirigeait l'entreprise à Zurich et Potsdam.[réf. nécessaire]

### Poursuites et demandes de restitution d’œuvres d’art
Plusieurs œuvres passées par Fritz Nathan, Peter Nathan ou Nathan Galleries ont fait l'objet de poursuites ou de demandes de restitution, dont :
- Rosiers sous les arbres de Gustav Klimt, acheté par le Louvre aux Galeries Nathan en 1980, anciennement dans la collection de la victime de l'Holocauste Nora Stiasny : Nathan Galleries avait acheté le tableau à l'artiste nazi Philipp Häusler, qui avait acquis le Klimt en 1938 dans des circonstances ambiguës auprès de Nora Stiasny ; La France a restitué le tableau aux héritiers de Stiasny en 2022[20],[21],[22]
- Odalisque de Camille Corot, au Kunstmuseum de Saint-Gall, anciennement dans la collection de Josse Bernheim-Jeune, règlement avec donation commune au musée[23]
- Champ de coquelicots près de Vétheuil de Claude Monet, dans la collection Emil Bührle, anciennement dans la collection Max Emden[24]. La collection Bührle a rejeté cette affirmation[25],[26].
- Le Rocher de Hautepierre de Gustave Courbet, à l'Art Institute of Chicago, anciennement dans la collection de Max Silberberg, règlement en 2001 avec l'héritier Silberberg[27],[28].
- Dame au chemisier rouge d'Adolph Menzel, dans la collection Oskar Reinhart, anciennement dans le collectionneur d'Erna Felicia et Hans Lachmann-Mosse, expropriée de la famille en 1934 et restituée par la Fondation Oskar Reinhart aux héritiers Mosse en 2015[29]
- Vue du lac Altaussee et du Dachstein par Ferdinand George Waldmüller (1834) prêté par le gouvernement allemand à la Staatliche Kunsthalle Karlsruhe, restituée aux héritiers d'Hermann Eissler en 2020[30].

## Publications
Catalogues d'exposition de la Ludwigs Galerie, Munich
- Carl Philipp Fohr (1927)
- Émile Lugo (1928)
- Deutsche Maler 1780-1850 (1929 dans Zusammenarbeit mit der Berliner Niederlassung der Fa. Hugo Helbing)
- Hans Thoma (1929)
- Romantische Malerei in Deutschland und Frankreich (1931 à Zusammenarbeit mit der Firma Paul Cassirer, Berlin)
- Sammlung Bernt Grönvold, Werke von Friedrich Wasmann u. un. (1932)
- Deutsche Kunst im Zeitalter Goethes (1932 dans Zusammenarbeit mit der Firma Paul Cassirer, Berlin)
- Ludwig Richter (1934)

Publications de Fritz Nathan lors de son travail en Suisse
- Fritz Nathan : Zehn Jahre Tätigkeit à Saint-Gall : 1936-1946. Saint-Gall 1946.
- Fritz Nathan et Peter Nathan : 25 ans 1936-1961. Winterthour 1961.
- Fritz Nathan et Peter Nathan : 1922-1972. Zurich 1972.
- Fritz Nathan : Erinnerungen aus meinem Leben. Zurich 1965.